# Channel O
Channel O é um canal de música sul-africano. Começou suas emissões em 1997.
O canal pode ser acessado via DStv, um serviço pan-africano de TV por subscrição, que é emitido por satélite. O canal transmite uma variedade de música, como kwaito, mbhaqanga, gospel (africano e internacional), hip hop e muitos outros gêneros.
O canal Channel O também detém o Channel O Music Video Awards, uma cerimônia de premiação onde os artistas são premiados por sua contribuição para a música africana.

## Interativo
O canal é bem conhecido por sua programação interativa, principalmente O-boma, depois Oboma Express e Young, Gifted e African. Nos finais de semana, ele também transmite mais um show interativo The 411, onde você pode ver a si mesmo e suas mensagens na TV. Onde os telespectadores escolhem a lista de reprodução.